# Wicket

Wicket – termin krykietowy mogący mieć kilka znaczeń:

## Bramka
Jest to podstawowe znaczenie słowa wicket – odnosi się do zestawu trzech słupków (ang. stump) i luźno umieszczonych na ich szczycie dwóch poprzeczek (ang. bail), ustawionego na każdym końcu pitchu. Wicketa przed uderzeniem piłki broni batsman. 
Nazwa wywodzi się z czasów, kiedy wicket tworzyły tylko dwa stumpy i jeden bail – słowo wicket oznacza "małą bramę".

## Wyeliminowaniebatsmana
Termin wicket oznacza wyeliminowanie batsmana – mówi się wówczas, że odbijający "stracił wicketa", a jeśli stało się to bezpośrednio przez rzut, rzucający "zdobył wicketa". Właśnie liczba zdobytych wicketów jest głównym wyznacznikiem skuteczności bowlera. Batsman jest wyeliminowany, jeśli bail zostanie strącony ze stumpów lub stump zostanie wyrwany z ziemi przez uderzenie piłki, ręki trzymającej piłkę, kij batsmana lub samego batsmana (względnie część jego stroju).
W przypadku gdy baile nie mogą być ułożone na stumpach, gdyż jest na przykład zbyt wietrznie, sędziowie podejmują decyzję o toczeniu gry bez poprzeczek, a decyzje o tym, czy w danej sytuacji baile spadłyby ze słupków (o ile wystąpiły okoliczności, w których na mocy regulaminu spowodowałoby to wykluczenie odbijającego), są każdorazowo podejmowane przez sędziów.

## Partnerstwo
Okres, w którym danych dwóch batsmanów wspólnie przebywa na pitchu, nosi nazwę partnership (pol. "partnerstwo"). Numerując je, używa się terminu wicket:
- partnerstwo pierwszego wicketa (ang. first wicket partnership) to okres od rozpoczęcia inningsu do chwili wyeliminowania pierwszego batsmana;
- partnerstwo drugiego wicketa to okres od wyeliminowania pierwszego batsmana do wyeliminowania drugiego;
- partnerstwo dziesiątego (lub ostatniego) wicketa to okres od wyeliminowania dziewiątego batsmana do wyeliminowania ostatniego.

## Zwycięstwo o liczbęwicketów
Drużyna może wygrać mecz o pewną liczbę wicketów, co oznacza, że odbijała jako ostatnia i osiągnęła wymaganą liczbę punktów, mając "w zapasie" pewną liczbę niewyeliminowanych batsmanów. Dla drużyny kończy się jej innings w chwili gdy straci wszystkich dziesięciu batsmanów, więc jeśli drużyna wygra mecz, osiągając wymaganą liczbę punktów, tracąc trzech odbijających, mówi się, że wygrała o siedem wicketów.

## Pitch
Słowo wicket jest czasem używane w odniesieniu do pitchu, centralnej części pola gry, ale według oficjalnych zasad jest to zastosowanie nieprawidłowe. Mimo tego jest powszechnie rozumiane przez kibiców i ludzi związanych z tym sportem. Wywodzi się prawdopodobnie z czasów, gdy trawa na większości pola gry była "koszona" poprzez wypasanie owiec, a pitch, który wymagał specjalnych zabiegów pielęgnacyjnych, był odgradzany od zwierząt ogrodzeniem z gałęzi wierzbowych pozostałych przy wykonywaniu kijów; niemal każdy stadion miał bowiem do dyspozycji pracownika wytwarzającego kije. 

## Koniecpitchu
Wicket może oznaczać również obszar bezpośrednio wokół bramek. Da się to zauważyć w powszechnym zwrocie "Odbijający biegali między wicketami" (ang. The batsmen ran between the wickets), którego użycie nie jest zarezerwowane do sytuacji, w której batsmani znajdowali się tuż przy bramkach, zaczynając lub kończąc bieg.